# 岩手信盛
岩手 信盛（いわて のぶもり）は、戦国時代の武将。武田氏の一族。岩手信勝とも。

## 生涯
岩手信盛（岩手信勝）は、惣領家の武田晴信（信玄）に仕えて旗奉行を務めた。
武田勝頼の時代には、子の岩手信景が活躍している。